# Anolis nubilis
Anolis nubilis este o specie de șopârle din genul Anolis, familia Polychrotidae, descrisă de Garman 1887. A fost clasificată de IUCN ca specie cu risc scăzut. Conform Catalogue of Life specia Anolis nubilis nu are subspecii cunoscute.